# سمندر (فیلم ۱۹۷۱)
سمندر (فرانسوی: La Salamandre‎) یک فیلم درام سوئیسی به کارگردانی آلن تانر است که در سال ۱۹۷۱ منتشر شد. از بازیگران این فیلم می‌توان به بول اوژیه و ژان-لوک بیدو اشاره کرد. این فیلم نمایندهٔ سوئیس جهت رقابت برای جایزه اسکار بهترین فیلم بین‌المللی در چهل و پنجمین دوره جوایز اسکار بود که به فهرست نهایی راه نیافت.